# Waltheria carmensarae
Waltheria carmensarae là một loài thực vật có hoa trong họ Cẩm quỳ. Loài này được J.G.Saunders mô tả khoa học đầu tiên năm 2005.